# 风中之烛
风中之烛是英国歌手艾爾頓·強和伯尼·陶平在1973年为纪念美国影星玛丽莲·梦露创作的哀歌。1997年，艾爾頓·強在戴安娜王妃的葬礼上表演了重新填词的版本。改编过的版本以单曲形式发售，在多个国家取得了巨大的成功，并被认为是1950年代有正式排行榜記錄之後，全世界卖得最好的单曲第一名，全球銷售量早已超過3300萬張。

## 最初版本
歌曲最初版本收录在艾爾頓·強的《再見黃磚路》专辑里，以纪念美国影星玛丽莲·梦露。歌词第一句为「Goodbye Norma Jean」，用玛丽莲·梦露的本名表达对她的尊重。单曲在1974年最高排列英國單曲排行榜第11位。该单曲并没有在美国发售。而陶平在听到这首歌的旋律后受到激发，填词一首纪念珍妮絲·賈普林.

## 1986年现场版
1986年12月4日，这首歌在澳大利亚录了现场版，并于1987年作为《Live in Australia with the Melbourne Symphony Orchestra》的单曲发售。这支单曲在英国最高到第5，在美国最高到第6.

## 1997版
风中之烛1997或再见，英格兰玫瑰是歌曲重新填词并录制后的版本，用以纪念艾爾頓·強的好友戴安娜王妃，因黛安娜王妃生前表示，〈风中之烛〉是她最喜歡的艾爾頓·強的歌曲之一，巧合的是，瑪麗蓮夢露和黛安娜王妃都是在36歲時過世的。这首歌在发售之后，在美國得到14週冠軍，為1997年的美國年終排行榜冠軍，亦在英国上升到英国榜第一名，成为艾爾頓·強的第四支英國冠军单曲，同时也在世界各國25個排行榜得到第一名。金氏世界紀錄认定这首歌为全世界卖出最多的单曲。艾爾頓·強说他永远不会再在现场表演这首歌，除非在威廉王子或者哈里王子的请求下。這張雙A面的唱片另一首歌是同時進榜得冠軍的〈你今晚的樣子〉（Something About the Way You Look Tonight）。